# Interamnia Praetutia
Interamnia Praetuttiorum (o Praetutia) era l'antica Teramo, capitale del popolo italico dei Pretuzi. Nell'epoca romana, dal I secolo a.C. in poi, dagli storici era detta anche "Urbs Interamnia", per ricordarne l'elevazione a mūnǐcǐpǐum.

## Storia

### Origini, Italici e conquista romana
Secondo lo scrittore romano Sesto Giulio Frontino l'antica Petrut o Pretut crebbe in dimensioni e importanza fino a divenire la capitale del Praetutium e conciliabulum dei Pretuzi.

Lo storico Niccola Palma nella Storia ecclesiastica e civile della Regione più settentrionale del Regno di Napoli (1832), ipotizza le varie origini del popolo pretuziano, immaginando che le popolazioni migranti provengano dagli Etiopi o dai Persiani, successivamente cita i Troiani e i Greci, per poi arrivare alla derivazione osca della popolazione picena. Citando ovviamente la prima fonte di Frontino, il Palma arriva alla conclusione che il nome romano di Teramo: Interamnia Praetuttiorum (cioè "città tra due fiumi"), fosse stata una derivazione di indubbia inflessione latina da parte dei nuovi conquistatori. Citando Plinio il Vecchio: Quinta regio Piceni est, quondam uberrimae mutitudinis. CCCLX Picentium in fidem p. R. venere. orti sunt a Sabinis voto vere sacro. tenuere ab Aterno amne, ubi nunc ager Hadrianus et Hadria colonia a mari VI. flumen Vomanum, ager Praetutianus Palmensisque, item Castrum Novum, flumen Batinum, Truentum cum amne, quod solum Liburnorum in Italia relicum est, flumina Albula, Tessuinum, Helvinum, quo finitur Praetutiana regio et Picentium incipit (Naturalis Historia, III, 110), le coste dell'Adriatico teramano furono conquistate dai Liburni, soprattutto l'antica Truentum, successivamente l'agro Pretuziano passò in mano ai Siculi, agli Umbri, ed infine ai Sabini-Piceni. Il Palma attribuisce con sicurezza la presenza dei Siculi nell'agro pretuziano per via di una contrada chiamata Sicilia, e per via della stessa Valle Siciliana alle pendici di Castelli.

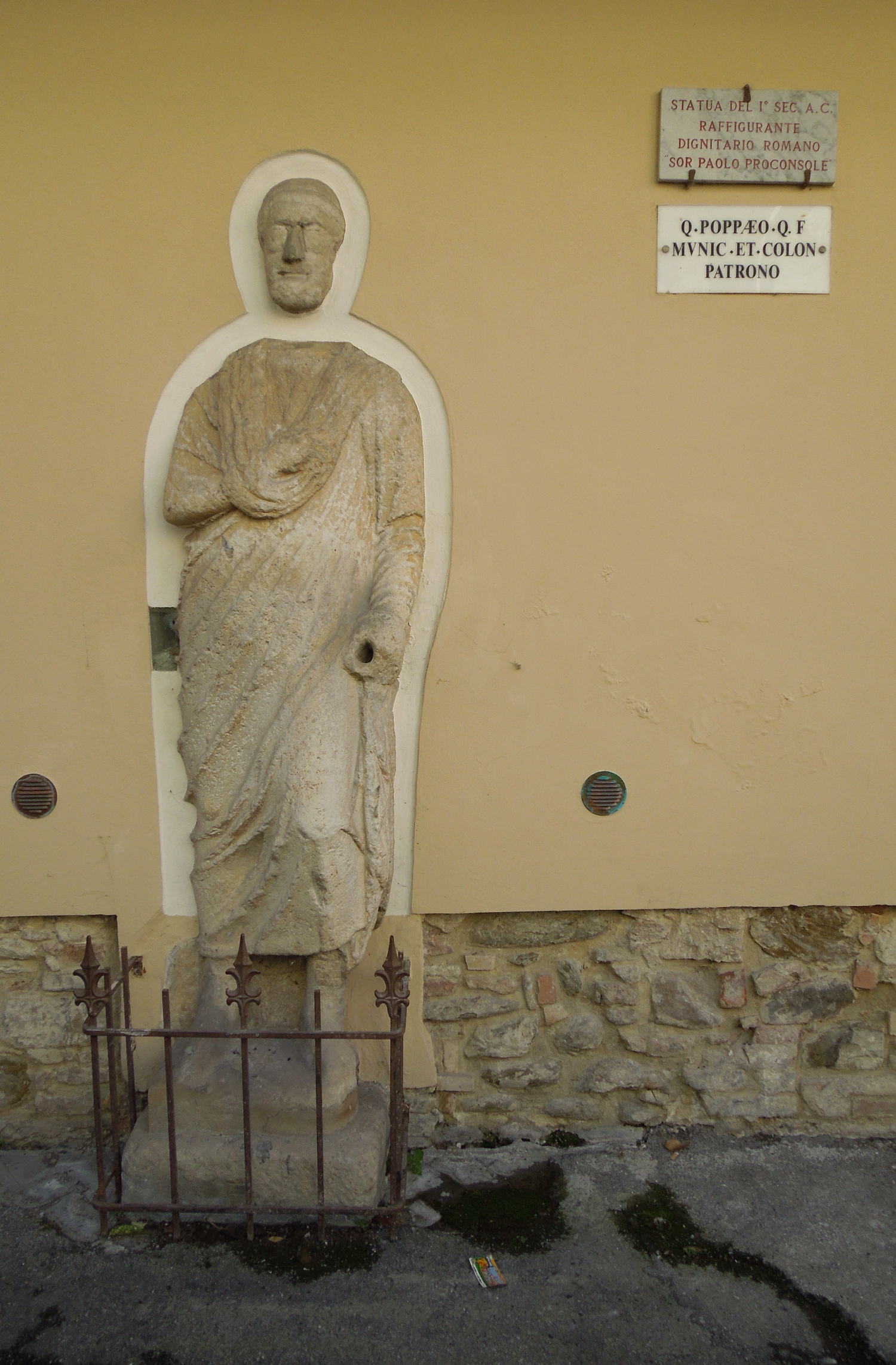
Statua di Sor Paolo proconsole a Teramo, Largo Santo Spirito

Dopo la cacciata dei Siculi da parte degli Umbri tra l'XI ed il X sec. La presenza di varie popolazioni nella zona, soprattutto nelle grotte del teramano, venne testimoniata anche da Muzio de Muzii nei Dialoghi sette della Storia di Teramo (1893). Da questa presenza di diverse popolazioni, nacque anche il centro fortificato di Hat poi Hatria Picena ed infine Adria Latina la quale secondo Tito Livio avrebbe dato il nome al Mar Adriatico., mentre la presenza etrusca nella fascia litorale era sporadica ai tempi di Hatria picena e di tipo commerciale come attestata a Fermo, nelle Marche. Si ricorda la citazione di Marco Terenzio Varrone: Atrium appellatum est ab Atriatibus Tuscis, La presenza etrusca è stata confermata dal ritrovamento di alcuni oggetti in Atri oggi esposti al British Museum di Londra, come uno specchio di pregiata lavorazione etrusca. Il numero limitato di questi ritrovamenti fa pensare, come nel caso delle testi e vitrie puniche, che siano stati in loco per il solo scopo commerciale. Gli Etruschi avrebbero portato il culto di Feronia.
Più sicurezze si hanno nella definizione dei Pretuzi, di stirpe picena, basandosi sulle parole di Livio nel XIV libro della Storia di Roma dalla fondazione ("Ex reliquis vinis a Supero Mari Praetutia"). Nella seconda guerra punica si ha menzione certa dei Pretuzi, sempre seguendo Livio, che parla dell'arrivo di Annibale Barca nel Piceno passando per l'Umbria dopo la battaglia del Trasimeno. Una lapide romana rinvenuta nel 1790 nella Casa Cocolla del quartiere San Leonardo, riporta T. STATIO. T. F. VEL / PRAETUTIANO / PRAEFECTO. COII. II / BREVCORVM. TRIBV. / COII. II. HISPANORVM [...] C. STATIVS. PRAETVTTIANVS. / FRATER. L'importanza della lapide sta nella menzione del cognome "Praetuttiarum", che assunsero certi personaggi influenti nell'epoca della prima presenza romana nell'agro.
Il territorio geografico abitato dai Praetuttii era delimitato da elementi naturali, come accade tutt'oggi nelle società tribali e tra le popolazioni seminomadi. In particolare i confini tra le tribù umbre, sabine, picene, vestine, peligne, frentane, marrucine, sannite erano tracciati dai fiumi, che dalle montagne dell'Appennino, situate ad ovest, sfociano, seguendo le valli solcate tra le colline, nel mare Adriatico ad est. Cosi' si è tentato dalle descrizione di Strabone, Plinio il giovane e Tito Livio di ricostruire il territorio abitato dai Pretuzi. Questo pare comprendesse l'Ager Hatriensis a partire dai fiumi Saline e Piomba a sud, fino al fiume Tronto a nord, ad ovest la catena montuosa del Gran Sasso e ad est il Mare Adriatico.
Strabone afferma che Pretuziano era anche considerato il territorio dell'Ager Palmensis, il quale comprenderebbe l'attuale territorio tra la Vibrata e Pedaso, mentre le aree interne dell'Ascolano ricade a o nel territorio dei Piceni. La relazione tra Pretuziano e Piceni rimane un mistero. Infatti dalle attuali fonti e resti archeologici non si comprende la distinzione fatta dagli storici Romani. In effetti in molti passi i Pretuzi vengono identificati unitamente ai Vestini nell'area sud-picena. In altri, sono addirittura considerati più antichi per via delle loro origini in parte liburnie in parte sabine. Dai ritrovamenti archeologici, il luogo centrale in cui sembra costituirsi per prima una koinè italica sulle coste del medio adriatico è proprio quello che va dal fiume Aterno al fiume Aso, comprendendo in pieno sia il territorio dei Vestini, che dei Pretuzi.  I centri esistenti nell'area erano l'antica Interamnia Praetuttiorum (Teramo), Hatria (Atri) con il suo porto allo sbocco del Vomano (oggi è Torre di Cerrano), Truentum.
La politica locale doveva essere quella di una "città-stato" simile alle altre città del territorio piceno. Una lapide rinvenuta nel 1828 conferma l'indipendenza amministrativa di Interamnia, nonché la descrive come capitale dei Pretuzi: PVBLICVM / INTERAMNITVM / VECTICAL / BALNEARVM. Ossia si parla di un dazio pubblico da pagare alla cittadinanza per il passaggio dal mare attraverso l'agro.
Entrata dunque, dal III secolo a.C., nelle mire espansionistiche di Roma, secondo il Muzii nei suoi Dialoghi, Teramo non fu mai colonia, benché nell'opera di Frontino venga citata numerose volte Interamnia come colonia romana. Già all'epoca di Sesto Frontino (II secolo d.C.), è interessante notare come Teramo venga citata sia come Interamnia sia come Teramna, toponimo che poi con il passare dei secoli si tramuterà nell'attuale.
Con l'accesso dei Romani nell'Etruria, anche i Sanniti dovettero sottostare alle clausole del console Manio Curio Dentato, dopo le vittorie che riportò. Sotto i consoli Marco Valerio Massimo Corvino e Quinto Cedicio Nottua, vennero inviati coloni nell'agro teramano, a Castro (Giulianova), ad Atri e a Sena (oggi Senigallia). La caduta in potere di Roma dell'agro teramano avvenne quando, nel 268 a.C., il console P. Sempronio Sofo soppiantò i Piceni, e sbaragliò quel che restava delle colonie dei Senoni, spingendosi poi a sud nel cuore del Sannio. Teramo e le altre città dell'agro stipularono un trattato di amicizia, divenendo "confederati" della Repubblica, a differenza dell'irriducibilità dei vicini Marsi, Sabini, Frentani, Marrucini, e così le città dell'area ebbero la concessione di poter mantenere la loro forma di ordinaria e secolare amministrazione pubblica.
Nel corso della guerra annibalica, i Pretuzi non sono menzionati nelle minute descrizioni di Silio Italico e Tito Livio, nelle quali gran parte dei confederati italici si schierarono coi Cartaginesi. Per questo forse Annibale dopo il Trasimeno si accanì particolarmente nel territorio teramano, spingendosi anche nel resto dell'attuale Abruzzo, suscitando la reazione dei sanniti locali.
Nell'ambito della guerra sociale dell'88 a.C., anche i Pretuzi parteciparono alla lega italica costituitasi a Corfinio (AQ), stanchi del fatto che da confederati, a guerre fatte, non potessero partecipare alla distribuzione delle ricompense, che acquisiva soltanto Roma per sé. Benché i Pretuzi avessero partecipato alle operazioni di disobbedienza e di sabotaggio contro l'esercito romano, Interamnia non subì saccheggi, come avvenne con le vicine Ascoli Piceno e Penne, di cui si ricordano le rappresaglie del console Pompeo Strabone (Ascoli) e l'episodio del giovane Pultone a Penne.

### La città romana e l'archeologia
Sempre seguendo il Palma, l'orografia urbana di Interamnia abbracciava i quartieri medievali di San Leonardo e Santa Maria a Bitetto, e tutto il piano fuori Porta Reale, come confermano gli scavi della domus nel Largo Madonna delle Grazie. Seguendo anche le descrizioni di Muzio de Muzii, le mura racchiudevano:
- Ponente: Largo della Cittadella, Episcopio, Duomo, Seminario.
- Mezzogiorno: Largo Santo Spirito, Porta San Giuseppe, area abitativa prospiciente il fiume Tordino, la costa che circonda Piazza del Carmine verso Porta Reale.
- Settentrione: Orto del convento dei Frati Minori Osservanti, ingresso al Corso di Porta Romana.
- Nord-Est: via sul pendio del Vezzola (Circonvallazione Ragusa - Porta delle Recluse) - Porta Santo Stefano.

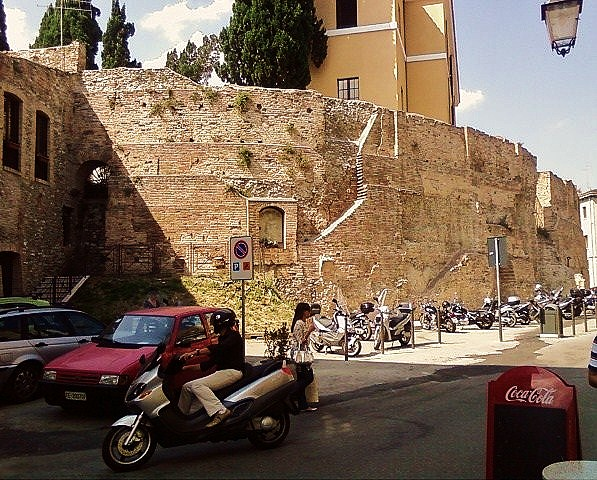
L'anfiteatro romano con sopra il Seminario vescovile aprutino

Diversi sono stati, sin dall'epoca di Muzio de Muzii (1595) i ritrovamenti archeologici, fino agli scavi degli anni '90 del Novecento. All'epoca del Muzii fu ritrovato un pavimento mosaicato a fioroni, ossia il Mosaico di Bacco in via dei Mille, mentre dalla fornace costruita sopra la domus di Porta Reale, vennero effettuati ritrovamenti nell'area Madonna delle Grazie, che all'epoca era il Campo della Fiera. Altri ritrovamenti ci furono nel 1544 a Casa de Tuzii, una colonna venne rinvenuta a Casa Durante-Mezzuccelli (1586), mentre nel 1534 nel chiostro di San Francesco d'Assisi venivano trovate tavolette. Altri importanti ritrovamenti vennero fatti nei fondaci di Casa Urbani, e in quelli delle vecchie carceri sul Corso Cerulli, dove venne edificato poi il Palazzo Savini, vale a dire la domus col Mosaico del Leone.
Le famiglie romane documentate a Teramo i Livinea, i Cassia, Herennia, i Sulpicia, i Mussidia, che si distinsero militarmente al fianco di Marco Antonio, Ottaviano e Vespasiano.

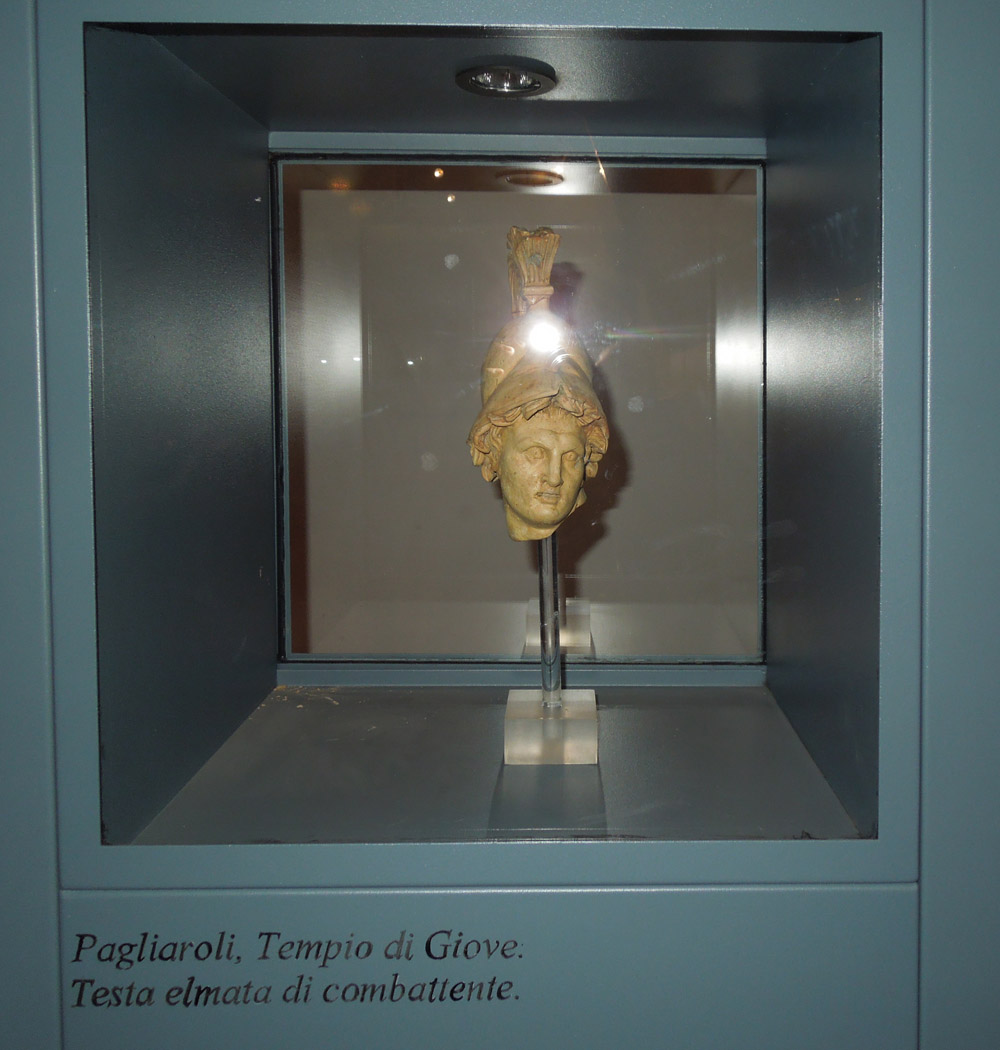
Testa elmata di combattente, rinvenuta a Cortino (TE), conservata nel Museo archeologico "F. Savini"

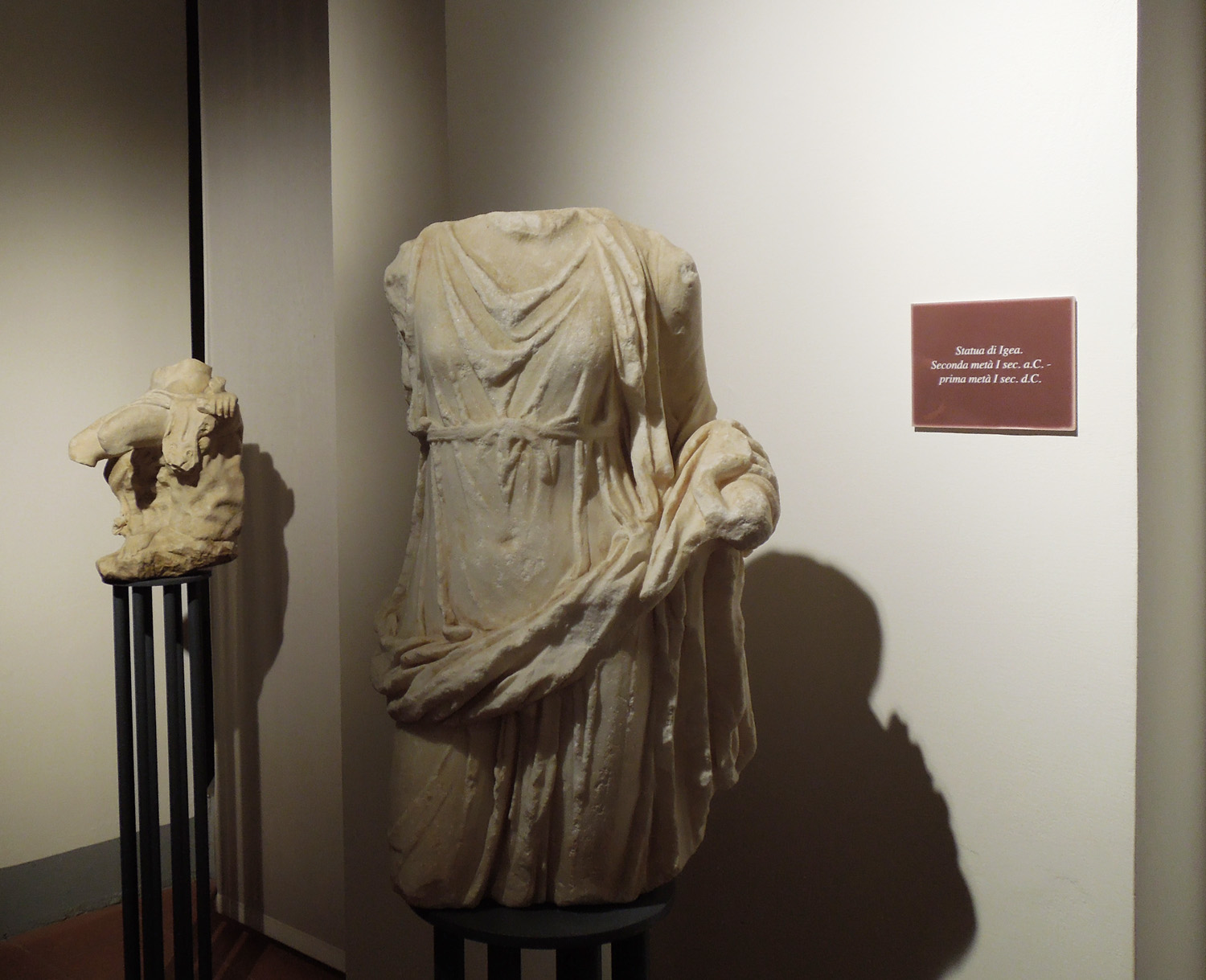
Statua di Igea, nel Museo archeologico Savini

Negli anni finali della Repubblica, Lucio Cornelio Silla s'interessò a edificare alcune colonie nel teramano e a fortificare la cinta di Castro. Numerosi liberti, citati in una lapide ritrovata presso la chiesa di San Pietro ad Janum (anticamente Antesianum), colonizzano ilo territorio teramano e si insediano in città, favorendo completamente il processo di romanizzazione politica e culturale della città. Teramo divenne "municipium", ma ci sono confusioni tra questo termine e quello di "colonia" romana. Una lapide rinvenuta nella chiesa di San Pietro in Torricella, e poi inserita nella Casa Delfico parla di Teramo usando ambedue i termini. Tuttavia per "colonie" s'intendono quelle aree vergini dove i liberti romani costruirono le loro abitazioni.
Dall'inizio dell'Ottocento numerosi sono stati i ritrovamenti in queste aree collinari e campestri, ma testimonianze ancor maggiori si hanno dagli stessi toponimi delle località: Villa Nepezzano, fondata da un tal Nepote, la chiesa di Santa Maria di Propezzano, che secondo il Palma fu fondata sopra un tempio, e dunque la dicitura "Propezzano" sarebbe una storpiatura di "Praetuttiarum"; poi Villa Licignano (da un certo Licino), Cesenano (fondata da coloni di Cesena), Gagliano in Villa di Campli, Ariano (Rocca Santa Maria), fondata dalla stirpe degli Arrij, Magliano, fondata dai Manli, Sant'Atto, anticamente "Attia", fondata dalla gens Attia, di cui si attestano un tal T. Atto e un Attiano. Poi ancora Canzano, che vuol dire toponimo creato per apocope di "Campo Azziano", Garrufo di Campli, forse fondata da un tal Rufo, e via dicendo.
Nell'epoca imperiale venne realizzata la Via Cecilia che collegava l'agro teramano a Roma, di cui rimangono ampi resti. Lungo questa via inoltre, in località Madonna della Cona, è stata scoperta la necropoli di Ponte Messato, composta da sepolcri ascrivibili a varie fasi della presenza umana in loco, dalle popolazioni neolitiche, fino agli Italici, ai Pretuzi, e ai Romani.
Nell'epoca imperiale, Ottaviano Augusto ricompensò alcuni suoi generali con delle terre nell'agro pretuziano, tra Truentum e Castro; successivamente Augusto riorganizzò l'amministrazione territoriale della Penisola italiana, e dell'intero Impero romano, inserendo il territorio di Interamnia nella Regio V Picenum, dividendola dalla IV del Sannio mediante il fiume Aterno-Pescara.
Con la conquista romana, nel territorio teramano si diffusero ampiamente i culti di Bacco e Venere. Ne sono testimonianza un'ara ritrovata presso la chiesa di San Giorgio in Castello, al momento della sua demolizione, mentre resti di una porta di marmo presso la chiesa di Santa Maria a Mare a Giulianova. Perfino una statua della Vergine, rinvenuta nelle parti di Castro vecchia (Giulianova), sarebbe un rimodellamento di una rozza statua italica della dea Venere. Secondo il Muzii, da ritrovamenti di mosaici, la Cattedrale di San Berardo sarebbe stata eretta sopra il tempio di Giunone. Altre divinità, documentate da Giovanni Bernardino Delfico, erano Saturno, Cerere e Vesta, e soprattutto l'antica etrusca Feronia, di cui venne ritrovato un tempio nella campagna teramana. Una statua, detta "della Pudicizia", venne ritrovata dal Delfico presso la chiesa di San Giuseppe, ipotizzando che ivi prima risiedesse un tempio.

### Dopo la caduta di Roma
Nel V secolo la prima sede vescovile teramana fu a Truentum, alla vigilia dell'invasione dei Goti, con l'amministrazione retta da un uomo che era sia cardinale sia barone delle terre (document. 483 d.C.). Documentato un tal vescovo Vitale, per poco tempo ebbe la signoria di Truento, a causa del turbolento clima politico, per cui non riuscì a organizzare un'amministrazione salda e duratura. Cosicché dopo pochi anni di mandato, la diocesi si spostò a Interamnia, che presto venne ricostruita dopo le distruzioni arrecate dagli invasori. Ciò avvenne grazie al papa Gregorio Magno che tra il 599 e il 601 mandò una serie di lettere ai signori di Teramo, citando un tal Conte Anio, all'epoca del dominio longobardo, affinché si costituisse una diocesi nell'agro pretuziano. Anche qui ormai il termine latino è caduto, per lasciar posto alla nuova dicitura "Castro Aprutiensis".

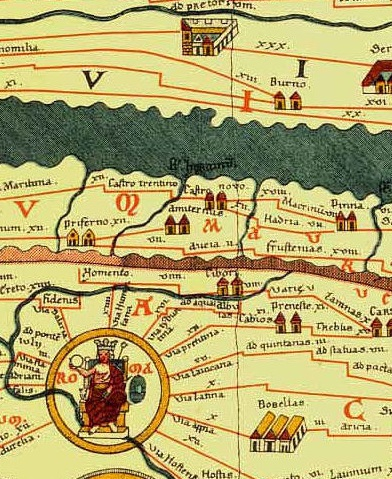
Castrum Novum (Giulianova) nella Tabula Peutingeriana

L'imperatore Adriano durante il suo mandato riordinò l'amministrazione imperiale in 17 province, suddividendole in 3 classi: il Piceno rientrò nella "prima classe", amministrata da un console, mentre dal punto di vista religioso, la diocesi costituitasi, andò a comporre la "Diocesi Italica, o milanese, perché aveva sede a Mediolanum.
Scongiurata l'invasione di Attila nel centro-sud italico grazie a San Leone Magno pontefice, nel 455 d.C. anche il Pretuzio subì l'orda dei Vandali che saccheggiò e distrusse. Il nuovo sovrano Teodorico, dopo la presenza di Odoacre che nel 476 fece cadere l'Impero Romano d'Occidente, mantenne le leggi del Codice Teodosiano riguardo l'amministrazione delle province, da questo momento chiamate "Comitati".
Dalle testimonianze di Palma, Teramo risultava già nel VI secolo circa ricostruita più volte, per non parlare della ricostruzione totale dopo il saccheggio di Roberto di Loritello del 1156. Gli strati di ricostruzione arrivavano in certi casi anche fino a 48 palmi di profondità, come nei casi del fondaco di Piazza Cittadella (1817) e della torre del convento dei Cappuccini. Secondo il Muzii furono i Goti a radere al suolo Teramo, anche se per il Palma fece confusione tra Visigoti e Ostrogoti, confermando che i Goti entrarono a Teramo nel 545 dopo il sacco di Ascoli.
Nell'anno 410 va registrata una prima distruzione di Teramo effettuata da parte dei Visigoti di Alarico I. Molto incerte tuttavia le notizie relative a questi anni: si presume che la presenza dei Goti nel territorio di Interamnia si sia protratta fino a circa il 552-554. Dopo la fine della guerra gotica, nel 553, si passò sotto il dominio dei Bizantini. Teramo fu ricompresa nel Marchesato di Fermo, soggetto all'Esarcato greco di Ravenna. La città era governata da un Conte che dipendeva dal Marchesato di Fermo.

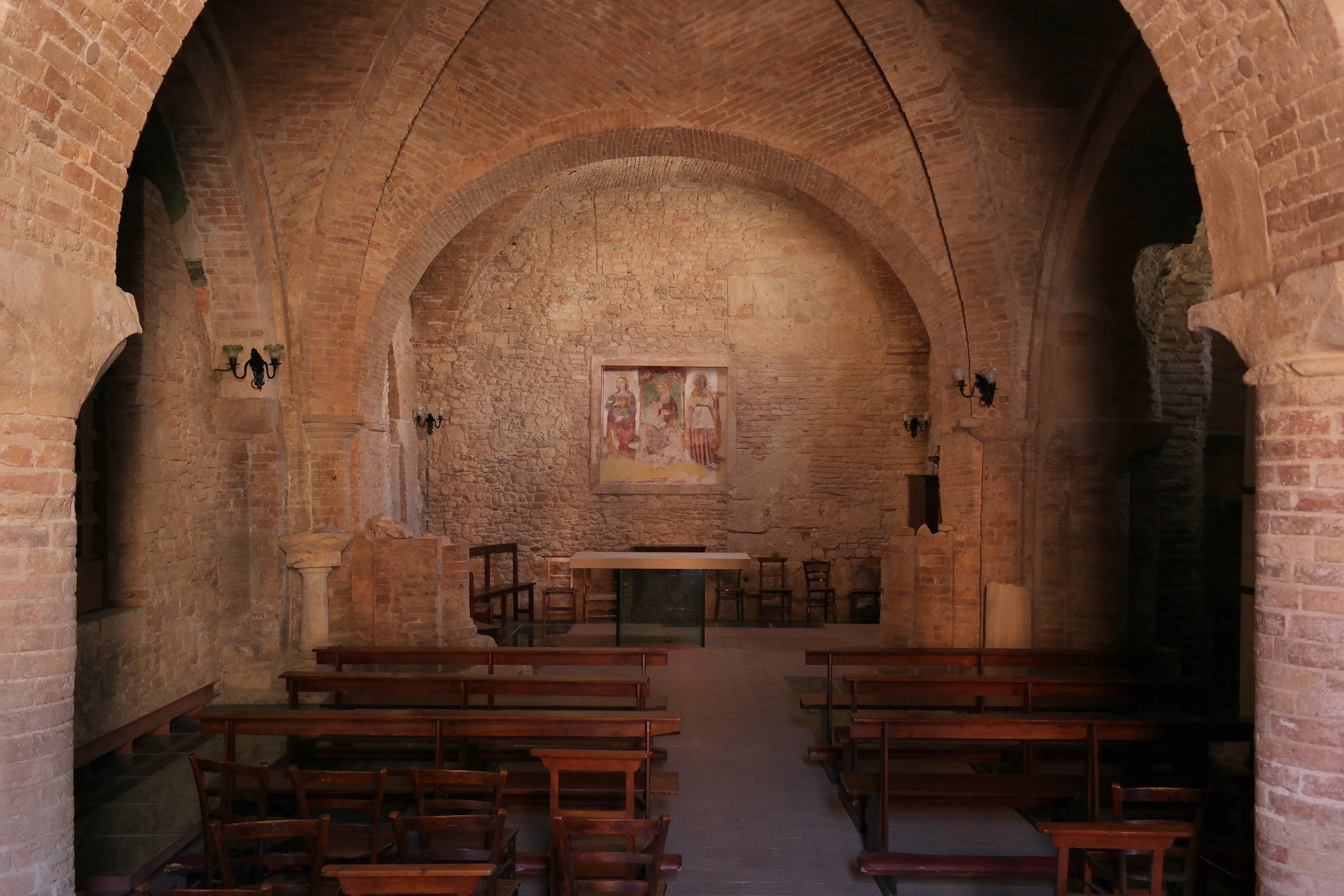
Interno della chiesa di Sant'Anna dei Pompetti a Teramo, anticamente San Getulio, il rimanente della storica Cattedrale di Santa Maria eretta nel VI-VII secolo

Il territorio del Praetutium romano corrisponde più o meno a quello all'epoca di Niccola Palma, ossia all'attuale provincia di Teramo, e lo stesso fu durante la trasformazione in gastaldia longobarda, e poi in territorio dei Patrizi teramani, che lottarono per secoli contro il ducato di Atri. L'antico toponimo storpiato in Aprutium per Teramo, alla fine andò a includere tutto l'ex territorio italico dell'agro, con l'eccezione della terra d'Ascoli a nord della Vibrata, mentre a sud del Vomano, il territorio vestino di Penne subì altra sorte. Con il governo di Federico II di Svevia nel 1233 il nome Aprutium andò a estendersi a tutte e tre le province create dagli ex gastaldati longobardi, ossia l'Abruzzo Citeriore di Chieti, l'Abruzzo Ulteriore di Teramo e Penne, e l'Abruzzo Ulteriore di Sulmona, dato che L'Aquila nacque solo nel 1254.
Le grandi contrade di Teramo erano San Giovanni a Scorzone, San Niccolò a Tordino, Sant'Atto, Sant'Angelo a Marano, San Lorenzo a Salino, e Contrada Santi Sette Fratelli, per il convento, al confine con Giulianova.
Nell'ambito religioso, il termine Aprutium entrò subito nei documenti più antichi, come quelli del 1076 e del 1105, che citano la Cattedrale di Santa Maria Aprutiensis. Per differenziare il territorio del contado "aprutiense" nei documenti, dal toponimo della città madre, così come dalla sede diocesana, spesso venne aggiunta l'apposizione "Civita", soprattutto dal VI secolo, quando s'insediarono i Longobardi.

## Archeologia
(Gabriele D'Annunzio)
Monumenti

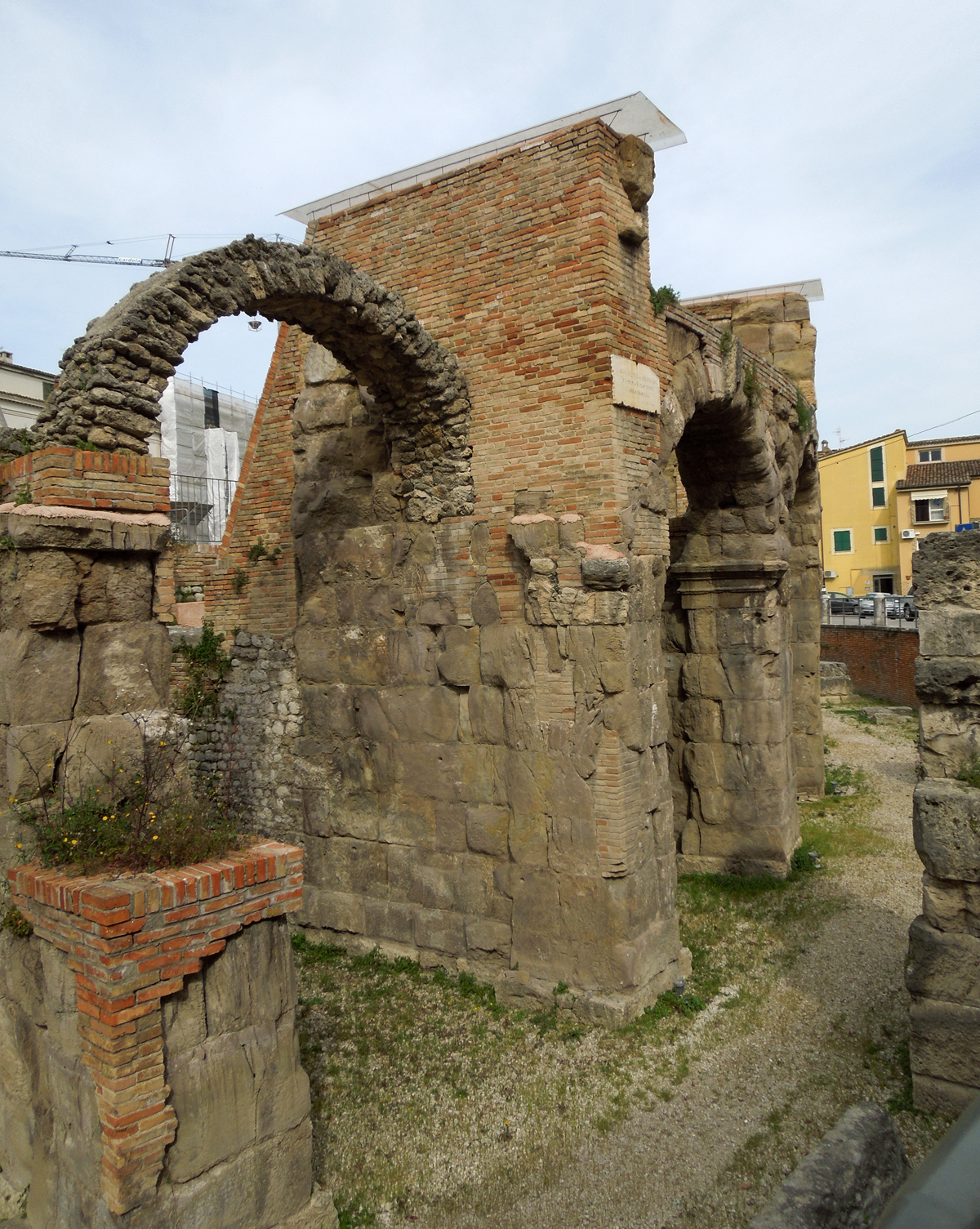
Teatro romano di Teramo

- Teatro romano di Teramo: situato tra via Antico Teatro e Piazza Orsini, è uno dei teatri antichi meglio conservati dell'Abruzzo, scoperto negli anni '30, e poi negli anni '60, con la demolizione delle costruzioni civili insistenti.
- Anfiteatro romano di Teramo: si trova in Piazza Orsini, accanto alla Cattedrale, e sopra vi sorge il palazzo del seminario vescovile.
- Necropoli di Ponte Messato: in località Cona, lungo via Cavalieri di Vittorio Veneto, è una delle necropoli più grandi della provincia, eretta sulla via Cecilia, e conserva tombe riferibili a varie epoche, dalla fase arcaica del IX-VII secolo a.C., all'era ellenistica del III-I secolo a.C. Gran parte dei corredi sono stati trasferiti nel Museo archeologico "Francesco Savini" in Teramo.
- Domus del Mosaico dei Delfini: si trova tra via del Baluardo e via dei Mille, è stata scoperta nel 2005, datata III secolo a.C., usata forse per deposito materiale e bottega, per la presenza rilevante di oggetti votivi e dalla lavorazione dell'argilla. Nel II sec venne sistemata e destinata a fini residenziali: come è dimostrato dalla pavimentazione in opus signinum con motivi geometrici iscritti in un cerchio decorato da quattro delfini. Tutto fa pensare che la parte ovest ospitasse la casa vera e propria, mentre il lato est dell'ambiente poteva essere una sorta di portico esterno, con le vasche per la raccolta dell'acqua piovana. L'area continuò ad essere abitata sino all'epoca imperiale, fino al IV secolo d.C. circa
- Domus dell Circonvallazione Spalato: si trova nella parte sud del centro storico, lungo la circonvallazione delle mura del rione Santo Spirito, zona allora di periferia dell'antica Interamnia Urbs. La domus col pavimento a mosaico risalirebbe al II sec d.C., all'epoca della dinastia giulio-claudia: ciò è dimostrato dall'antica struttura muraria e dal pavimento in opus musivum con decorazione geometrica. Nel periodo successivo del II-III secolo l'impianto subì profondi cambiamenti con la demolizione di alcuni muri, mantenendo però il perimetro originale, e con l'inserimento di nuove strutture in laterizio.
- Domus e Mosaico del Leone:

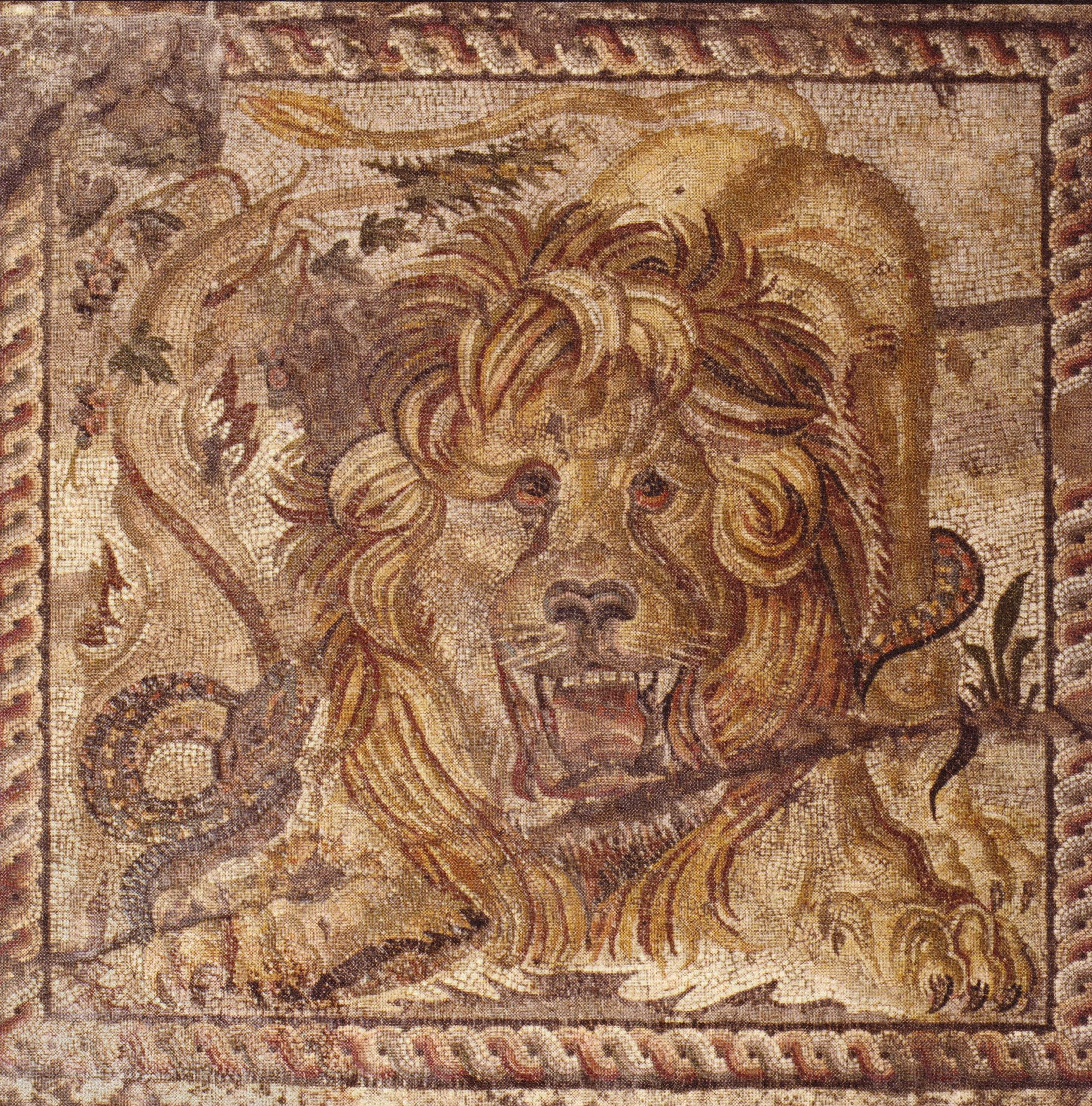
Mosaico del Leone

Situata sotto il Palazzo Savini, con accesso in via Antica Cattedrale venendo dal Corso V. Cerulli, è stata scoperta per la prima volta nel 1891 da Francesco Savini, rinvenne resti della domus d'età repubblicana che si affacciava su una strada secondaria, ortogonale all'arteria principale, che attraversava il centro cittadino. I resti permettono di leggere chiaramente alcuni ambienti: l'atrio con pavimento in mosaico di piccole tessere bianche su cui sono distribuite scaglie di marmi policromi, al centro di questa stanza la vasca per la raccolta d'acqua, con pavimento in mattoncini disposti a spina di pesce; segue la stanza di rappresentanza (tablinium) che fiancheggiata da due piccoli corridoio: uno rivestito con tessere in marmo bianco e l'altro in coccio pesto.
Il Mosaico del Leone si trova nel tablinium, uno dei più significativi in Abruzzo dell'epoca ellenistica. Proprio dall'immagine contenuta nella parte centrale (emblema) la prestigiosa residenza prende il nome di "domus del Leone". L'emblema montato su una cassetta quadrata in travertino e realizzato con tessere minutissime di fiori e frutti, popolata da uccelli e retta agli angoli da quattro maschere teatrali. Il pavimento musivo è costituito da un tappeto con 40 cassettoni prospettici dai molteplici colori campiti al centro da rosoni, fiori e corone di alloro. Il soggetto dell'emblema trova confronti nelle case pompeiane (come la Casa del Fauno), sicché è ragionevole pensare che essi derivino da un originale pittorico comune. L'emblema del leone nonché l'esecuzione raffinata dello stesso pavimento nel tablinium, fanno ritenere a buon diritto che il proprietario della domus dovesse appartenere a un livello sociale molto alto e ricoprire una posizione di spicco (forse tale C. Sarnatius, legato di Lucullo in Asia tra il 74-68 a.C.)
- Domus di Casa Melatino: si trova sotto la medievale Casa Melatino all'incrocio del Corso Cerulli. Le indagini archeologiche del 1998 hanno evidenziato una complessa successione stratigrafica attribuibile a un grande sito archeologico esistente dall'epoca romana, e usato anche nell'epoca medievale sino al XII secolo, quando la città nel 1156 fu distrutta da Roberto di Loritello.
Il pavimento della fase più antica è un mosaico, forse relativo a un cortile peristilio, il tappeto musivo è composto da scutulatums u fondo di tessellato rustico monocromo, incorniciato da una fascia laterale composta da una fascia monocroma di tessere bianche, seguita da una linea doppia di tessere nere, e una linea semplice tratteggiata, seguita da un tessellato policromo in 4 colori: bianco, nero, rosso, verde, che forma una composizione geometrica a rombo, di squame allungate bipartite, adiacenti in colori contrastanti. Le squame sono disposte per ordine di colore secondo allineamenti obliqui, convergenti verso il centro della fascia in sequenza continua, seguono una linea semplice tratteggiata, una linea doppia di tessere nere e una fascia monocroma di tessere bianche.

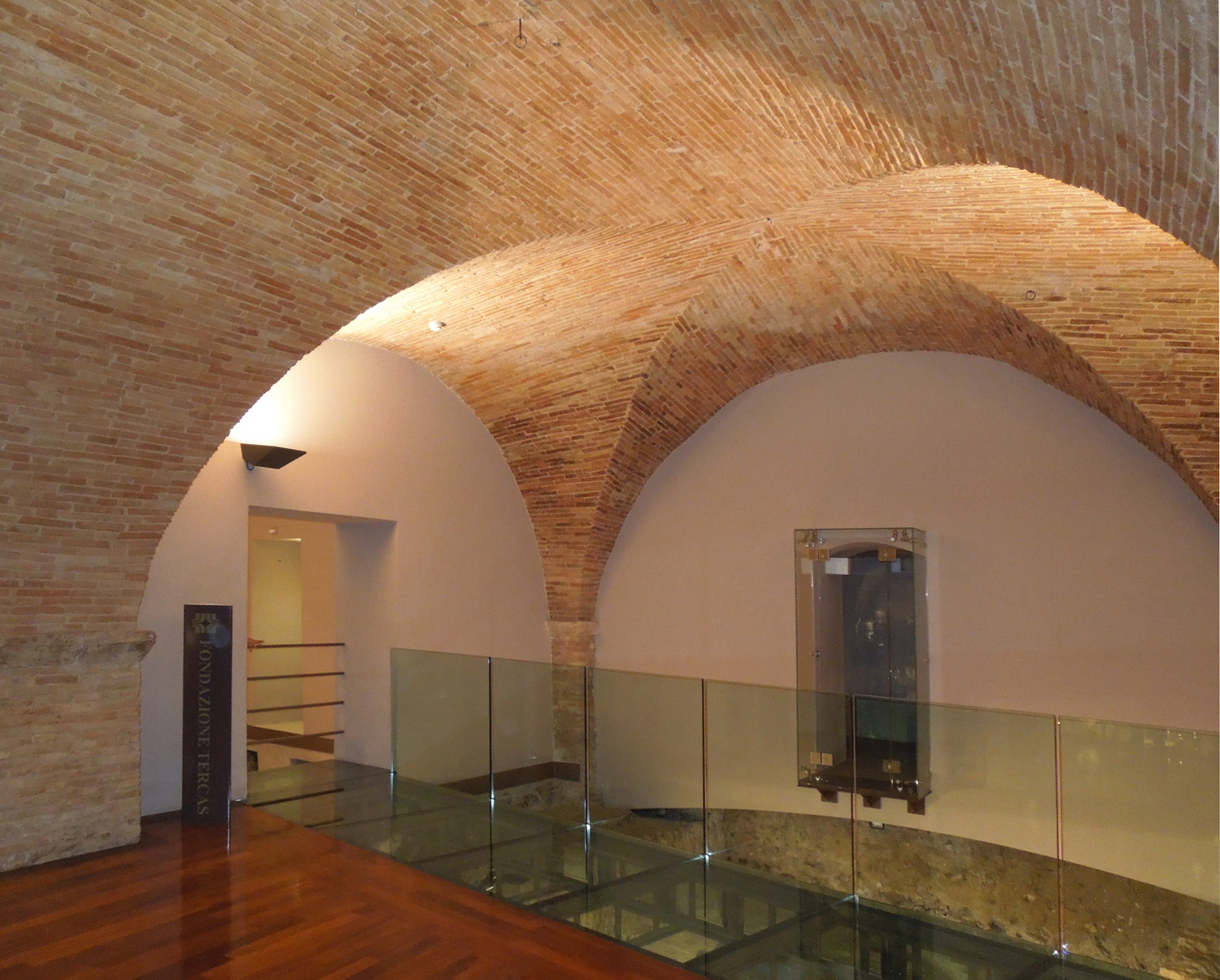
Casa Melatino, area della domus

Nel III secolo d.C. il cortile venne ridotto con la costruzione di un muro divisorio, si creano due ambienti distinti: l'ambiente più piccolo venne ripavimentato con un composto musivo a tessere bianche, riquadrato da una fascia perimetrale di tessere nere, ogni angolo della stanza è infatti caratterizzato da un motivo decorativo composto da tessere nere a formare un collo e una bocca di Kanthanos, una decorazione a baccellature, sui cui lati vi sono due elementi fitomorfi, identificabili con foglie i cespo d'acanto o con rami di palma. Dal Kanthanos fuoriescono degli elementi vegetali con motivi a spirali, un cespo con 5 foglie lanceolate per lato e un lungo stelo con foglie al cui apice sembra stare un bocciolo, a metà della stanza si trova un motivo a ventaglio con lo stelo di foglie e tre piccole infiorescenze.
La domus tra IV-VI secolo video ricoperto ancora una volta il pavimento con lastre di calcare bianco e marmo giallo, rettangolari e quadrate. Ai lati della stanza si trova una fascia decorativa in marmi colorati a motivi geometrici: sulla soglie di collegamento col secondo ambiente viene collocato con un mosaico bianco-nero di reimpiego con il motivo a svastica (simbolo apotropaico); una terza stanza alla destra dell'ambiente centrale viene arricchita con un pavimento a base cementizia con frammenti marmorei policromi. Al centro sono sistemate lastre quadrate colorate bianco e nero.
- Domus di Largo Madonna delle Grazie:

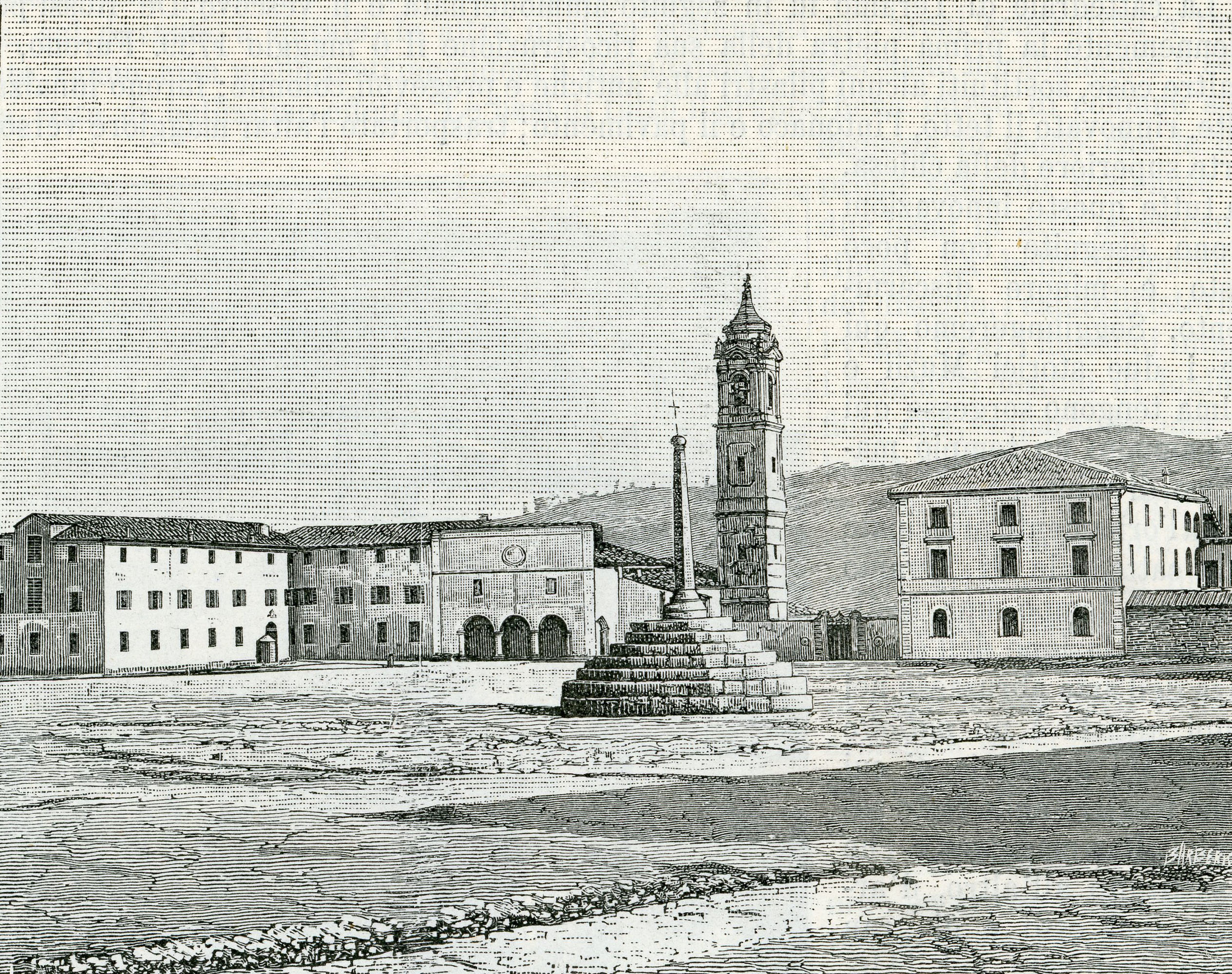
Largo Madonna delle Grazie in un'incisione d'epoca

Si trova nel piazzale antistante il santuario di Santa Maria delle Grazie, lo scavo benché noto da secoli, citato già da Niccola Palma nel 1832, è stato effettuato nel 1980. Si tratta di numerosi ambienti risalenti al I secolo a.C., utilizzati sino al IV sec d.C. Gli ambienti con murature in opera incerta di ciottoli di fiume tagliati conservano pavimentazioni in coccio pesto con decorazioni a mosaico geometriche, di tessere lapidee bianche che formano motivi reticolati o a doppio meandro, con le tessere nere. All'estremità orientale due ambienti presentano una decorazione musiva più articolata, con fascia perimetrale a meandro, racchiudente un clipeo suddiviso in rombi e agli angoli quattro delfini e quattro bastoni alati con due serpenti attorcigliati. In epoca augustea le costruzioni preesistenti dell'epoca repubblicana, sono state comprese in una sola domus con peristilio centrale, mentre nel III sec d.C. si installò ivi un impianto industriale, forse lavanderia per la tintura dei panni, utilizzata sino all'epoca longobarda.
- Domus di Largo Torre Bruciata:

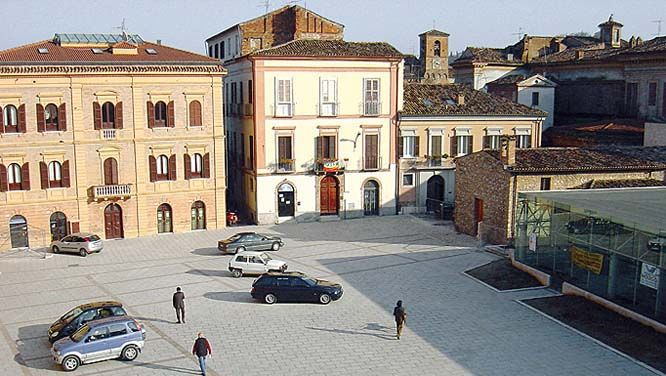
Piazza Sant'Anna o di Torre Bruciata, sulla destra sono visibili la chiesetta di Sant'Anna dei Pompetti e la teca di vetro sopra la domus

Si trova in Piazza Sant'Anna, nel vicolo di via Antica Cattedrale. I lavori iniziati negli anni '70 hanno permesso di recuperare le fondamenta dell'antica Cattedrale di Santa Maria Aprutiensis, fondata proprio sopra la domus romana nel VI secolo, e distrutta dall'incendio del 1156 (l'abside poi è stata utilizzata per la cappellina di Sant'Anna dei Pompetti, ancora esistente). La domus risale al I secolo a.C., le strutture che si trovano a una profondità di circa 90 cm rispetto al piano superiore di calpestio. La domus presenta un ampio peristilio di forma rettangolare con murature in opera incerta e colonne in mattoni, rivestite di stucco colorato in rosso nel fusto e di bianco nelle basi. L'impluvium per la raccolta dell'acqua piovana, pavimentata in opus spicatum, è decentrata rispetto al peristilio sui cui si affacciano tre ambienti affiancati, di cui quello centrale di dimensioni maggiori. Una soglia di pietra divide l'ambiente centrale dal peristilio: presso la soglia sono stai trovati sia gli incassi dei cardini che i serramenti metallici della porta conservati nel Museo civico archeologico. Il pavimento dell'ambiente in mosaico bianco con fascia perimetrale nera; i muri in opera incerta conservano gli intonaci decorati con leggere campiture geometriche su fondo bianco, al cui centro sono motivi vegetali stilizzati.
L'ambiente meridionale il cui muro è stato successivamente riutilizzato per la cattedrale, reca una soglia in pietra che immettere nel peristilio: la pavimentazione è in coccio pesto con l'inserimento di tessere bianche. Gli intonaci conservano il fondo bianco con leggere campiture geometriche in giallo e ocra. L'ultimo ambiente a settentrione ha l'ingresso verso l'esterno, e il pavimento in coccio pesto con tessere bianche a forma di rombi tangenti agli apici: gli intonaci sono dipinti a fondo rosso, con campiture geometriche e decorazioni vegetali. La domus ha restituito vari materiali che permettono la datazione certa al I secolo, venne chiusa nel II secolo, come testimoniano i serramenti, e riutilizzata poi come cattedrale. La vicina Torre Bruciata era un elemento di avvistamento romano, riutilizzato poi dai teramani come campanile della cattedrale. Reca ancora all'esterno gli evidenti segni di bruciature per l'incendio del 1156.
- Domus di via Porta Carrese: si trova in via dell'Ariete e in via dei Tribunali, e in Vico Corto. Si tratta di un complesso di abitazioni, con 5 ambienti rinvenuti: quello orientale ha il pavimento in mosaico bianco con fascia perimetrale nera, e al centro un quadretto policromo perduto. Contiguo a questo ambiente ve né un secondo di vaste dimensioni di cui si conserva solo parte del pavimento in mattoncini a spina di pesce. L'ambiente principale della casa ha murature in opera incerta di fiume, e pavimento musivo in tessellato bianco con balza nera che incornicia un ampio tappeto con intarsio di marmi policromi formati, alternativamente rose dei venti e poligoni. L'ambiente del lato occidentale, pavimentato in opus spicatum, comunica attraverso una soglia a girali vegetali, direttamente con un ambiente dalla muratura in opera incerta e pavimento a mosaico bianco e nero, con motivi geometrici alternati a decorazioni vegetali.

Nello strato inferiore a queste strutture, sono stati rinvenuti resti di pavimentazione in coccio pesto con diverso orientamento, pertinenti alla fase repubblicana. Nello scavo sono stati rinvenuti anche intonaci dipinti che consentono di ricostruire parzialmente il sistema decorativo parietale.